# Obejo
Obejo è un comune spagnolo di 1 553 abitanti situato nella comunità autonoma dell'Andalusia.